# Le Bazar des mauvais rêves
Le Bazar des mauvais rêves (titre original : The Bazaar of Bad Dreams) est un recueil de nouvelles d'horreur écrites par Stephen King, publié aux États-Unis le 3 novembre 2015 puis le 12 octobre 2016 en France. Il comporte vingt textes, dix-huit nouvelles dont deux inédites, Mister Yummy et Nécro, et deux poèmes.
L'édition de poche américaine parue le 18 octobre 2016 contient une nouvelle supplémentaire intitulée Cookie Jar. Les éditions Le Livre de poche font de même avec la publication au format poche de l'ouvrage le 7 février 2018, traduisant la nouvelle sous le titre Cookie Jar.

## Contenu
- Mile 81, 2016 ((en) Mile 81, 2011)
- Premium Harmony, 2016 ((en) Premium Harmony, 2009)
- Batman et Robin ont un accrochage, 2016 ((en) Batman and Robin Have an Altercation, 2012)
- La Dune, 2016 ((en) The Dune, 2011)
- Sale Gosse, 2014 ((en) Bad Little Kid, 2015)
- Une mort, 2016 ((en) A Death, 2015)
- Église d'ossements, 2016 ((en) The Bone Church, 2009)Poème
- Morale, 2016 ((en) Morality, 2009)
- Après-vie, 2016 ((en) Afterlife, 2013)
- Ur, 2016 ((en) Ur, 2009)
- Herman Wouk est toujours en vie, 2016 ((en) Herman Wouk Is Still Alive, 2011)
- À la dure, 2014 ((en) Under the Weather, 2011)
- Billy Barrage, 2016 ((en) Blockade Billy, 2010)
- Mister Yummy, 2016 ((en) Mister Yummy, 2015)
- Tommy, 2016 ((en) Tommy, 2010)Poème
- Le Petit Dieu vert de l'agonie, 2016 ((en) The Little Green God of Agony, 2011)
- Ce bus est un autre monde, 2016 ((en) That Bus is Another World, 2014)
- Nécro, 2016 ((en) Obits, 2015)
- Feux d'artifice imbibés, 2016 ((en) Drunken Fireworks, 2015)
- Le Tonnerre en été, 2016 ((en) Summer Thunder, 2013)

L'édition de poche contient une dix-neuvième nouvelle :
- Cookie Jar, 2018 ((en) Cookie Jar, 2016), trad. Michel Pagel

## Résumés

### Mile 81
Sur l'Interstate 95, une étrange voiture arrive sur une aire de repos fermée au public et fréquentée parfois par des lycéens qui y font la fête.

### Premium Harmony
Ray et Mary Burkett se disputent dans leur voiture alors qu'ils se rendent au Walmart. Ils s'arrêtent dans une épicerie où  Mary fait une attaque cardiaque.

### Batman et Robin ont un accrochage
Une fois par semaine depuis trois ans, Sanderson emmène son père atteint de la maladie d'Alzheimer dîner dans un Applebee's où ils ont toujours la même conversation. Cette sortie sera différente.

### La Dune
Harvey Beecher, juge de la Cour suprême de Floride à la retraite, raconte comment il a découvert dans son enfance une dune très spéciale sur une île déserte.

### Sale Gosse
George Hallas est un comptable qui a été condamné à mort pour le meurtre d'un enfant. Six jours avant son exécution, il raconte à son avocat le mobile de son crime.

### Une mort
En 1889, dans les Black Hills, Jim Trusdale est arrêté pour le meurtre d'une petite fille.

### Église d'ossements
Dans un bar, en échange de quelques verres, un homme décrit une expédition à laquelle trente-deux personnes ont participé, à travers les jungles d'une terre inconnue, et dont il a été le seul et unique survivant.

### Morale
Chad et Nora Callahan, mariés depuis six ans, font face à des difficultés financières, du fait de leurs salaires peu élevés et d'un marché du travail très morose. Nora, infirmière, travaille pour le révérend retraité George Winston, partiellement paralysé des membres inférieurs. Un jour, le révérend, souhaitant pour la première fois de sa vie prendre part à un péché, propose à Nora une très grosse somme d'argent pour le réaliser. La tentation est grande et le dilemme moral tout autant.

### Après-vie
William Andrews, un investisseur boursier, meurt et se trouve confronté à sa vie après la mort.

### Ur
Wesley Smith, professeur d'anglais, achète un Kindle et découvre que celui-ci a une fonction spéciale qui lui permet d'avoir accès à des livres provenant d'univers parallèles.

### Herman Wouk est toujours en vie
Brenda et Jasmine, deux amies d'enfance, partent en voyage avec leurs sept enfants. Phil Henreid et Pauline Enslin, deux poètes âgés en route pour faire une lecture publique, se sont arrêtés pour faire un pique-nique. Leurs routes vont se croiser.

### À la dure
Bradley Franklin apprend que des dératiseurs doivent venir désinfecter l'appartement voisin. Il laisse une note à sa femme endormie et part au travail.

### Billy Barrage
William Blakely, surnommé Billy Barrage, était un formidable joueur de baseball mais toute trace de son existence a été effacée des annales sportives en raison de son terrible secret.

### Mister Yummy
Ollie Franklin, pensionnaire d'une maison de retraite qui sent la mort approcher, évoque les difficultés liées au fait d'être homosexuel pendant les années 1980.

### Tommy
Tommy, un jeune hippie, est mort au cours de l'année 1969 d'une leucémie. À son enterrement, ses amis évoquent des souvenirs du défunt.

### Le Petit Dieu vert de l'agonie
Katherine MacDonald, l'infirmière du riche Andrew Newsome, est convaincue que celui-ci pourrait se débarrasser de ses douleurs persistantes, séquelles d'un accident d'avion, s'il acceptait une thérapie plus contraignante. Newsome fait appel à un guérisseur qui promet d'expulser la douleur.

### Ce bus est un autre monde
James Wilson se rend en taxi à un rendez-vous crucial pour sa carrière. Alors que le taxi est à l'arrêt, il voit un homme tuer une femme dans un bus à côté. Le taxi redémarre et Wilson doit prendre une décision : doit-il signaler ce qu'il a vu au risque de rater son rendez-vous ?

### Nécro
Michael Anderson, un journaliste, découvre avec effarement mais également attrait, qu'il possède le pouvoir de tuer des gens en rédigeant simplement leurs notices nécrologiques.

### Feux d'artifice imbibés
Deux familles passant leurs étés sur les bords d'un lac du Maine se livrent à une compétition annuelle de feux d'artifice le soir du jour de l'Indépendance. Cette rivalité tout d'abord amicale va échapper à tout contrôle.

### Le Tonnerre en été
Peter Robinson et Howard Timlin sont deux des rares rescapés d'une catastrophe nucléaire à l'échelle mondiale mais il ne leur reste plus beaucoup de temps à vivre.

### Cookie Jar
L'arrière-petit-fils de Rhett vient lui rendre visite dans sa maison de retraite car il a un devoir à rendre sur le thème de la vie du plus vieux membre de sa famille. Rhett lui raconte alors l'histoire de sa mère un peu folle, qui avait plus que tout peur du pot à biscuits dont il a hérité à sa mort.

## Genèse
En juin 2014, à l'occasion de la publication de Mr. Mercedes, Stephen King annonce qu'il publiera peut-être un nouveau recueil de nouvelles pour l'automne 2015. Dans une interview donnée en novembre 2014, il confirme cette sortie, révélant que le titre du recueil sera The Bazaar of Bad Dreams et qu'il sera composé de vingt textes. En février et mars 2015, les nouvelles composant le recueil commencent à être dévoilées, les premières connues étant Sale Gosse, Ur, Feux d'artifice imbibés et Une mort. La liste complète des textes formant le recueil est révélée sur le site officiel de l'écrivain le 20 avril 2015.

## Accueil
Le recueil est entré directement à la 1re place de la New York Times Best Seller list le 22 novembre 2015. Il est resté onze semaines dans ce classement, dont une passée à la première place. Il s'en est vendu environ 322 000 exemplaires aux États-Unis en 2015, ce qui le classe en 11e position des ventes de livres de fiction pour adultes de l'année.

## Distinctions
Le Bazar des mauvais rêves a remporté le prix Shirley-Jackson 2016 du meilleur recueil de nouvelles.
Morale a remporté le prix Shirley-Jackson 2010 de la meilleure nouvelle longue. Herman Wouk est toujours en vie a remporté le prix Bram Stoker de la meilleure nouvelle courte 2012. Batman et Robin ont un accrochage a remporté le National Magazine Award de la meilleure fiction 2013. Nécro a remporté le prix Edgar-Allan-Poe 2016.